# Luciano Becchio
Luciano Héctor Becchio, född 28 december 1983 i Córdoba, är en argentinsk professionell fotbollsspelare (anfallare) som spelar för Rotherham United. 
Han började sin karriär i Boca Juniors men flyttade tidigt till Spanien där han spelade i de lägre divisionerna fram till 2008 då han skrev på för Leeds United där han var en av lagets ledande målskyttar och spelade över 200 matcher fram till januari 2013 då han lämnade för Norwich.